# Chomein (Verwaltungsbezirk)
Chomein (persisch شهرستان خمین) ist ein Schahrestan in der Provinz Markazi im Iran. Er enthält die Stadt Chomein, welche die Hauptstadt des Verwaltungsbezirks ist. 

## Kreise
- Zentral
- Kamareh

## Demografie
Bei der Volkszählung 2016 betrug die Einwohnerzahl des Schahrestan 105.017. Die Alphabetisierung lag bei 83 Prozent der Bevölkerung. Knapp 71 Prozent der Bevölkerung lebten in urbanen Regionen.
| Zensusjahr | Einwohnerzahl |
| ---------- | ------------- |
| 2011       | 107.368       |
| 2016       | 105.017       |